# 納斯頓站
納斯頓站（Nesttun terminal），是卑爾根輕鐵1號線的車站，為最初第1期通車路段的南端總站，隨第2期於2013年6月21日通車時，改為中途站。
車站月台上的站名標示只以「Nesttun」標示，但在列車上路線圖及官方網頁電子時間表上則仍然標示為「Nesttun terminal」。
本站座落於縣道582號的納斯頓馬路（Nesttunvegen）上，並作為指定的巴士轉乘站，共設有3個巴士已編號的巴士站，分別為C、D及E月台。

## 車站構造

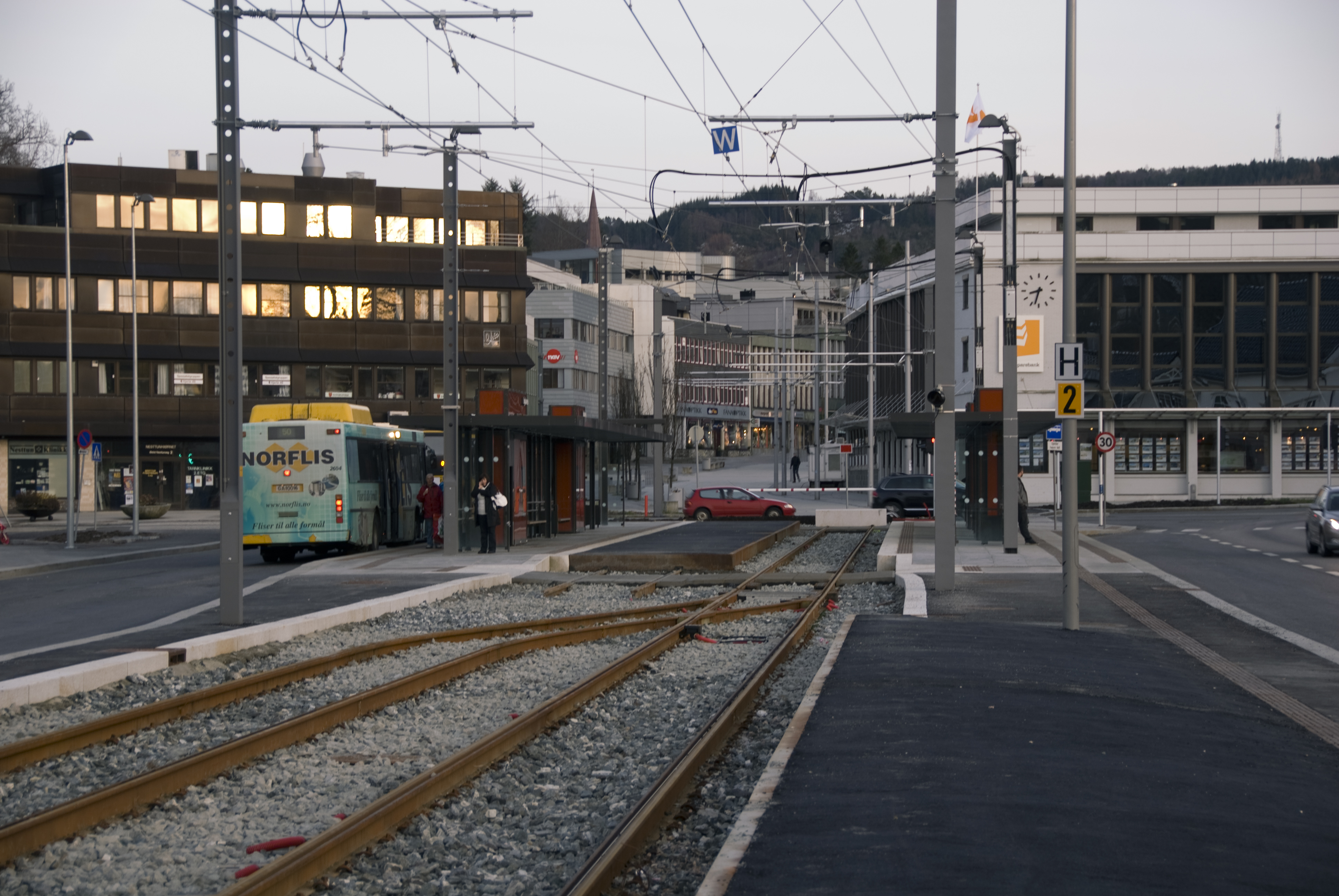
第1期通車前的納斯頓站月台，其中只使用1號軌道作為上落客用，2號軌道被圍板所覆蓋，只用作巴士站之用。（2010年4月）

採用標準的側式月台兩座，全長為約50米，全以右側上落。本站因應作為一個轉車站，雖然顯示屏上仍然保留以「1、2號軌道」來稱呼，但月台上卻已經轉用了採用「A、B月台」稱呼。而B月台末端的外圍，則為巴士C月台；A月台末端的外圍的納斯頓馬路北行線則為巴士D月台，而位於納斯頓馬路95號外的南行線為巴士E月台。

### 輕鐵月台
| 月台 | 路線    | 目的地         |
| ---- | ------- | -------------- |
| A    | 1 1號線 | 卑爾根機場方向 |
| B    | 1 1號線 | 城市公園方向   |

### 巴士月台
| 月台 | 路線                         |
| ---- | ---------------------------- |
| C    | 16E、29、70、71、75、76、610 |
| D    | 20、83、934                  |
| E    | 740                          |

## 相鄰車站
卑爾根輕鐵
-   1   1號線

賀柏 - 納斯頓 - 納斯頓市中心

## 外部連結
- 卑爾根輕鐵納斯頓站電子時間表 （页面存档备份，存于）
- Skyss納斯頓站電子時間表